# Master of Puppets (chanson)
Cet article concerne la chanson de Metallica. Pour l'album du même groupe, voir Master of Puppets.
Singles de Metallica
For Whom the Bell Tolls
(1985) Battery
(1986)
Master of Puppets est une chanson du groupe de thrash metal Metallica. Elle est la piste-titre de leur album Master of Puppets.

## Caractéristiques
La chanson, comme James Hetfield l'expliqua, « deals pretty much with drugs. How things get switched around, instead of you controlling what you're taking and doing, it's drugs controlling you. » (traite pas mal des drogues. Comment les choses s'inversent, au lieu de contrôler les drogues que vous prenez, ce sont les drogues qui vous contrôlent) Les paroles chop your breakfast on a mirror par exemple font référence à l'acte de la préparation en poudre de la cocaïne.
Master of Puppets est également caractérisée par l'utilisation intensive du downpicking.
La chanson est la plus jouée du groupe en concert, ayant été jouée plus de 1600 fois depuis sa première interprétation le 31 Décembre 1985.
En 2022, la chanson est utilisée dans la saison 4 de la série télévisée Stranger Things. Le personnage d'Eddie Munson joué par l'acteur britannique Joseph Quinn, l’interprète à la guitare dans l’épisode 9. Après la diffusion de l'épisode sur la plateforme Netflix le 1er juillet 2022, Master of Puppets entre pour la première fois dans le classement des ventes de singles de plusieurs pays, avec notamment une place de numéro 1 dans le hit-parade rock et metal britannique.

## Récompenses et classements
La chanson fait partie du classement des 40 meilleures chansons de Metal selon VH1 (à la troisième place).

### Classements hebdomadaires
| Classement (2022)                         | Meilleure position |
| ----------------------------------------- | ------------------ |
| Allemagne (GfK Entertainment)             | 100                |
| Australie (ARIA)                          | 19                 |
| Canada (Canadian Hot 100)                 | 32                 |
| États-Unis (Billboard Hot 100)            | 35                 |
| États-Unis (Hot Rock & Alternative Songs) | 5                  |
| États-Unis (Rock Airplay)                 | 22                 |
| France (SNEP)                             | 185                |
| Grèce (IFPI Greece)                       | 12                 |
| Irlande (Irish Singles Chart)             | 24                 |
| (Billboard Global 200)                    | 20                 |
| Nouvelle-Zélande (RMNZ)                   | 17                 |
| Portugal (AFP)                            | 47                 |
| Royaume-Uni (UK Rock Chart)               | 1                  |
| Royaume-Uni (UK Singles Chart)            | 22                 |
| Suède (Sverigetopplistan)                 | 69                 |

### Certifications
| Pays                    | Certification | Date de certification | Unités certifiées     |
| ----------------------- | ------------- | --------------------- | --------------------- |
| Allemagne (BVMI)        | Or            | 2024                  | 300 000               |
| Australie (ARIA)        | 3 × Platine   | 2024                  | 210 000               |
| Danemark (IFPI Danmark) | Or            | octobre 2023          | 45 000                |
| Espagne (Promusicae)    | Platine       | décembre 2024         | 100 000               |
| États-Unis (RIAA)       | 3 × Platine   | 28 mai 2025           | 3 000 000             |
| Grèce (IFPI Greece)     | Or            | 2022                  | 1 000 000 (streaming) |
| Italie (FIMI)           | Or            | 2019                  | 25 000                |
| Nouvelle-Zélande (RMNZ) | 2 × Platine   | 14 septembre 2023     | 60 000                |
| Portugal (AFP)          | Platine       | juillet 2022          | 40 000                |
| Royaume-Uni (BPI)       | Platine       | 23 février 2024       | 600 000               |